# ミスター・ミュージック・ヘッド
『ミスター・ミュージック・ヘッド』（Mr. Music Head）は、アメリカ合衆国のミュージシャン、エイドリアン・ブリューが1989年に発表した、ソロ名義では4作目のスタジオ・アルバム。アトランティック・レコード移籍第1弾アルバムとしてリリースされた。

## 背景
曲作りは、ソロ・アーティストとしてのレコーディング契約を失っていた頃から始められた。「オー・ダディ」は娘オーディとのデュエットで、アトランティック・レコードのプロデューサーが本曲を気に入ったことから、ブリューは同社との契約を得た。ブリューの説明によれば、本作はポップな前半と風変わりな後半から成る「まるで2つ別々のレコードのような変わった作品」であり、本人は当初、ポップな曲をアルバム後半に収録しようと考えたという。
ブリュー自身がほとんどの楽器を演奏しているが、「ハウス・オブ・カーズ」と「1967」のストリング・ベースはマイク・バーネットによる。

## 反響・評価
本作はアメリカのBillboard 200で114位を記録。収録曲「オー・ダディ」はブリュー初のシングル・ヒットとなり、Billboard Hot 100で58位、『ビルボード』のモダン・ロック・トラックス・チャートで5位に達した。
Mike DeGagneはオールミュージックにおいて5点満点中3点を付け「ギターの巨匠エイドリアン・ブリューが、純然たるポップ・サウンドのアルバム、しかも充実した作品を提供した」「動物の権利への思いやりを主なテーマとした"Hot Zoo"と"Cruelty to Animals"では、バックの演奏において動物たちの騒ぎ声が取り揃えられており、彼が完全にアヴァンギャルドなスタイルを捨て去ったわけではないことを聴き手に思い知らせる」と評している。

## 収録曲
特記なき楽曲はエイドリアン・ブリュー作詞／作曲。12.はCDボーナス・トラックで、LPには未収録。
1. オー・ダディ - "Oh Daddy" - 3:07
2. ハウス・オブ・カーズ - "House of Cards" - 3:49
3. ワン・オブ・ゾーズ・デイズ - "One of Those Days" - 3:24
4. ココナッツ - "Coconuts" (Adrian Belew, Stan Hertzman) - 3:31
5. バッド・デイズ - "Bad Days" - 3:06
6. ピーサブル・キングダム - "Peaceable Kingdom" - 3:36
7. ホット・ズー - "Hot Zoo" - 4:26
8. モーター・バンガロウ - "Motor Bungalow" - 3:40
9. バンピティ・バンプ - "Bumpity Bump" - 3:50
10. バード・イン・ア・ボックス - "Bird in a Box" - 3:19
11. 1967 - "1967" - 5:30
12. クルエル・トゥ・アニマルズ - "Cruelty to Animals" - 4:21